# إسكندر مابروغنيس باشا
إسكندر مابروغنيس باشا هو سياسي عثماني شغل منصب والي في الدولة العثمانية.

## مناصبه
تولى المناصب التالية:
- أمير ساموس (12 مارس 1902–5 مايو 1904)